# الی شیدی
اَلی شیدی (انگلیسی: Ally Sheedy؛ زادهٔ ۱۳ ژوئن ۱۹۶۲) یک هنرپیشه، و رقصنده اهل ایالات متحده آمریکا است. وی از سال ۱۹۷۵ میلادی تاکنون مشغول فعالیت بوده‌است.

## بخشی از فیلمشناسی
از فیلم‌ها یا برنامه‌های تلویزیونی که وی در آن نقش داشته‌است می‌توان به آثار زیر اشاره کرد.
- بازی‌های جنگ (۱۹۸۳)
- بلوز آکسفورد (۱۹۸۴)
- کلوپ صبحانه (۱۹۸۵)
- آتش سنت المو (فیلم) (۱۹۸۵)
- شهر آبی (۱۹۸۶)
- اتصال کوتاه (۱۹۸۶)
- اتصال کوتاه ۲ (۱۹۸۸)
- ترس (فیلم ۱۹۹۰) (۱۹۹۰)
- تنها در خانه ۲: گم‌شده در نیویورک (۱۹۹۲)
- هنر عالی (۱۹۹۸)
- هارولد (فیلم) (۲۰۰۸)
- خواهر کوچک (فیلم ۲۰۱۶) (۲۰۱۶)
- مردان ایکس: آپوکالیپس (۲۰۱۶)
- شکوه علفزار (فیلم ۱۹۸۱) (۱۹۸۱)
- دفترچه خاطرات کفش قرمز (۱۹۹۲)
- منطقه مرده (مجموعه تلویزیونی) (۲۰۰۳)
- سی‌اس‌آی (۲۰۰۷)
- زندگی در زمان جنگ (۲۰۰۹)
- به خانواده رایلی خوش آمدید (۲۰۱۰)
- کایل ایکس‌وای (۲۰۰۸–۲۰۰۹)
- غیب‌گو (مجموعه تلویزیونی) (۲۰۰۹–۲۰۱۱/۱۳)